# 函館大妻高等学校
函館大妻高等学校（はこだておおつまこうとうがっこう、Hakodate Otsuma High School）は、北海道函館市にある私立高等学校である。

## 沿革
- 1924年 - 函館大妻技芸学校として開校（校舎は蓬莱町）
- 1925年 - 松風町へ校舎新築、移転
- 1929年 - 高砂町へ校舎新築、移転
- 1932年 - 函館女子高等技芸学校へ改称
- 1948年 - 函館大妻技芸高等学校へ改称
- 1953年 - 川原町（現在の柳町）へ校舎新築、移転
- 1961年 - 函館大妻高等学校へ改称、普通科を設置
- 1988年 - 福祉科を設置
- 1991年 - 生活情報科を設置
- 2008年 - 食物健康科を設置、家政科「家政コース」「生活情報コース」を導入
- 2010年 - 生活情報科を廃止
- 2013年 - 家政科「ファッション造形」「子ども文化」の2コースに転換

## 大妻女子大学との関係
- 大妻女子大学の付属校ではなく、全国唯一の分校である。
- 創立者外山ハツの恩師である、大妻女子大学学祖大妻コタカの了承を得て分校として開校。
- 校訓も大妻コタカの了承を得て大妻女子大学と同じものを採用。

## 著名な出身者

### スポーツ選手
- 家野沙季（ハンドボール選手）
- 長内ほのか（バスケットボール選手）
- 三浦茉実（バレーボール選手）
- 目黒真奈美（陸上選手）

### その他
- 墨田ユキ（女優）
- 暁月めぐみ（歌手）